# 山东起业株式会社旧址
36°4′36.4″N 120°18′54.5″E / 36.076778°N 120.315139°E
山东起业株式会社旧址是原址位于中国山东省青岛市市北区馆陶路4-6号的一座历史建筑，建于1930年代，于2020年拆除。

## 历史
馆陶路4-6号建筑原为日商山东起业株式会社（Santo Kigyo Kaisha, Ltd.）所在地，建筑设计于1935年4月，有说法称建于1930年代末。日本建筑师长冈平藏设计，土肥市松负责施工。另有资料称该建筑为钟渊商事株式会社旧址。
山东起业株式会社成立于1920年1月，为日资房地产公司，社址最初位于青岛湖南路，后迁至馆陶路，在济南有支店。该公司最初以投资经营原德占时期官有土地及原德侨私有土地为主业，后成为青岛第一大日资房地产公司，兼营仓储、保险代理、贸易业等业务。1944年有资本1000万日元。1945年日本投降后，该建筑改为中国农民银行青岛分行行址。1949年解放军接管青岛后，该行由青岛市军事管制委员会金融部接管、清理。此后该楼曾为中国人民银行青岛分行储蓄部、青岛市市北区干部职工学校（简称“市北干校”）与青岛药材站所使用。
根据青岛市人民政府公布的《青岛历史文化名城保护规划（2011-2020）》第37条，该建筑处于馆陶路历史文化街区核心保护范围内，2014年公布的《青岛市城市风貌保护条例》第43条则规定“历史文化街区核心保护区内的历史建筑不得迁移、拆除”。而在青岛市规划局2014年10月13日公布的规划中，馆陶路4-6号建筑与西侧临莱州路的一处德占时期所建仓库计划作为“棚户区”拆除改造，新建住宅和办公楼。2016年4月公布的改造规划中，又宣称将对馆陶路4-6号山东起业株式会社旧址按照“修旧如旧”原则修复。2018年11月16日，青岛市城乡建设委员会又宣布馆陶路4号、6号棚户区改造项目正式启动征收工作，将“腾空土地”新建公寓。山东起业株式会社旧址最终于2020年6月2日被发现已拆除。

## 建筑特色

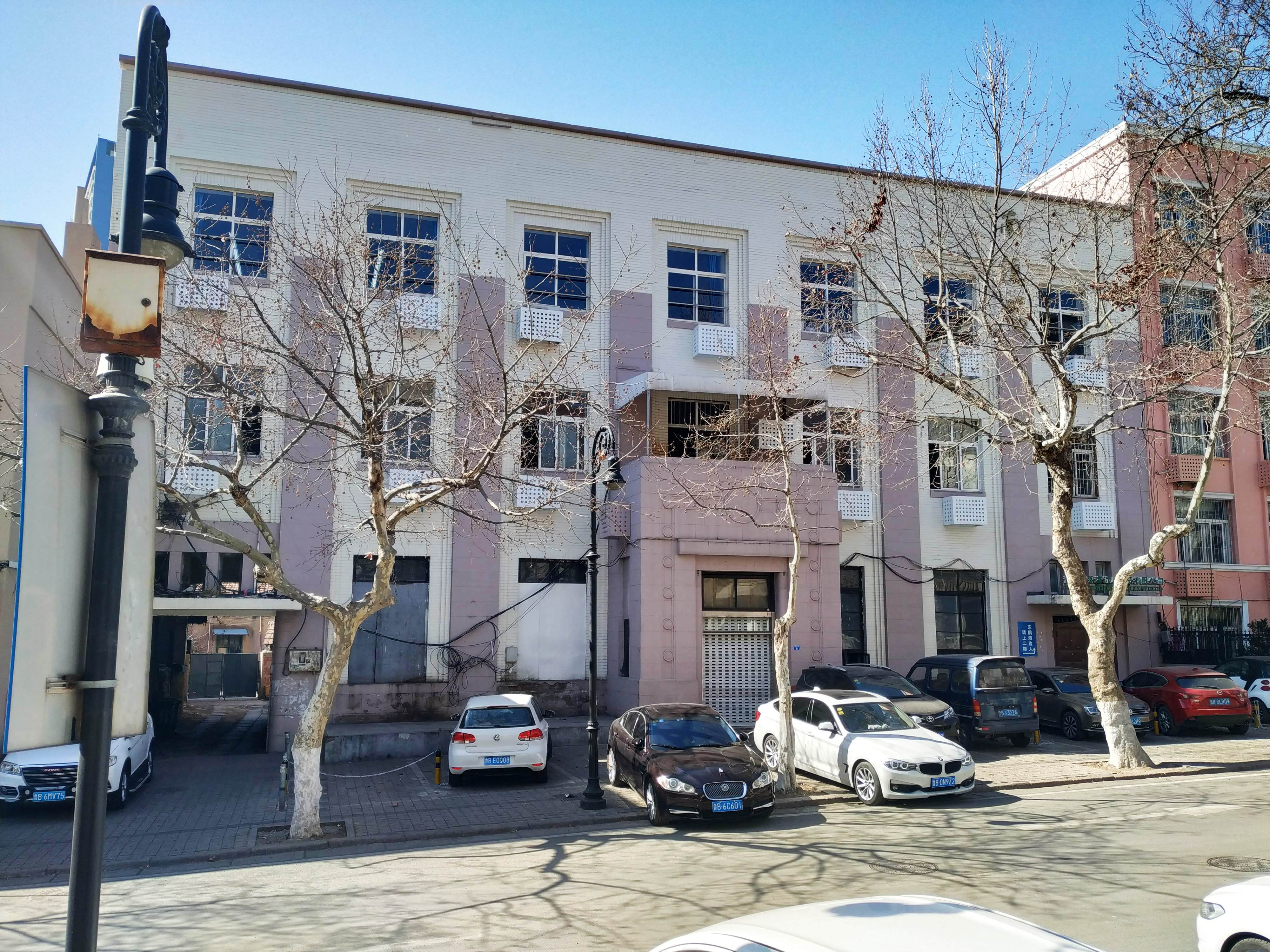
山东起业株式会社旧址，2019年3月

山东起业株式会社旧址占地面积6180.03平方米，建筑面积3149.48平方米，地上3层，砖石结构（一说钢筋混凝土结构）。花岗岩砌基，平屋顶，外墙大部分为瓷砖贴面，部分为花岗岩石材贴面，长方形门窗。主入口位于临街立面中央，设计为长方体凸出部，花岗岩雕花贴面，顶部为露台阳台。临街立面一楼左侧为通往院内的门洞，右侧为通往二楼的便门。楼内走廊及楼梯为水磨石地面，房间内铺松木地板。整体设计规矩稳重。